# 若き芸術家の肖像

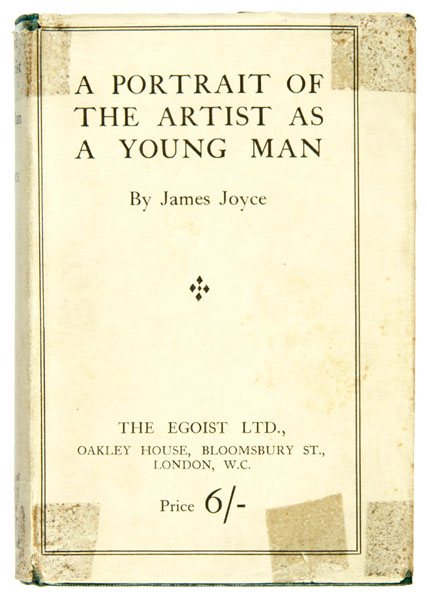
若き芸術家の肖像（原著）

『若き芸術家の肖像』（A Portrait of the Artist as a Young Man）は、アイルランド・ダブリン出身で、20世紀を代表する小説家ジェイムズ・ジョイスの初期作品。1916年初版。
主人公スティーヴン・ディーダラスは、ジョイス自身がモデルとされ、代表作『ユリシーズ』の主人公の一人でもある。
ディーダラスは、ギリシア神話のダイダロスと、太陽の近くまで飛んで墜落したその息子であるイカロスの説話をふまえている。
カトリックの信仰をすてて文学を志すディーダラスの、幼年時代から青春時代にいたるまでを描くもので、教養小説的な要素や自伝小説的要素もある。
その文体は、童話、教科書、礼拝、説教、美学論、日記などさまざまである。

## 日本語訳
- 大澤正佳訳 『若い芸術家の肖像』 岩波文庫、2007年
- 丸谷才一訳 『若い芸術家の肖像』 新潮文庫、1994年
※初訳版は「世界文学全集32　ジョイス」講談社、1969年
- 丸谷才一訳・解説 『ジェイムズ・ジョイス 「若い藝術家の肖像」』　
集英社、2009年／集英社文庫、2014年。文庫解説は結城英雄
詳細な解説と改訳版、2010年（平成22年）読売文学賞（研究・翻訳部門）受賞。
- 永川玲二訳 『新集世界の文学30　ジョイス』、中央公論社、1972年、※高松雄一訳「ダブリンの市民」を併収
- 中橋一夫訳 『若き日の芸術家の肖像』グーテンベルク21（電子書籍）、2018年、1956年に初訳